# Proceedings of the Linnean Society of New South Wales
Proceedings of the Linnean Society of New South Wales (abreviado Proc. Linn. Soc. New South Wales) fue una revista con descripciones botánicas que fue editada en Nueva Gales del Sur por la Linnean Society of New South Wales, desde el año 1877 al 1885. Fue reemplazada en el año 1887 por  Proceedings of the Linnean Society of New South Wales, ser. 2.